# 理查德·蘭伯恩
理查德·蘭伯恩（英語：Richard Lambourne；1975年5月6日—）是一位美國排球運動員。他是美國國家男子排球隊的一員。他從2000年開始就入選美國國家排球隊。他代表美國參加了2008年和2012年奧運會。